# Каякский сельсовет (Красноярский край)
Каякский сельсовет — административно-территориальная единица, выделявшаяся в составе Хатангского района Таймырского Долгано-Ненецкого автономного округа.

## История
Каякский сельсовет как административно-территориальная единица и орган местного самоуправления существовал до 1989 года (образован был к 1980-м в результате выделения из Хатангского сельсовета), после 1989: администрация посёлка Каяк Хатангского района (подчинённая администрации Хатангского района).
Официально с 1999 года: территория, подведомственная администрации Хатангского района.
Название администрация посёлка Каяк официально было утверждено постановлением администрации Таймырского (Долгано-Ненецкого) автономного округа от 5 декабря 2000 года № 492. Постановление было отменено 4 января 2002 года как не соответствующее законодательству.
При образовании к 1 января 2005 года Таймырского Долгано-Ненецкого муниципального района территория Каякского сельсовета вошла в состав территории сельского поселения Хатанга.
В 2010 году были приняты Закон об административно-территориальном устройстве и реестр административно-территориальных единиц и территориальных единиц Красноярского края, провозгласившие отсутствие сельсоветов в Таймырском Долгано-Ненецком и Эвенкийском районах как административно-территориальных единицах с особым статусом. В Таймырском Долгано-Ненецком автономном округе в границах сельских поселений были утверждены составные территориальные единицы, образованные сельскими населёнными пунктами.
Как единица статистического учёта сельсовет фигурировал в сборнике по результатам переписи 2002 года (часть 14. Сельские населённые пункты) наряду с сельской администрацией.
В ОКАТО сельсовет учитывался до 2011 года.

## Населённые пункты
| № | Населённый пункт | Тип населённого пункта | Население |
| - | ---------------- | ---------------------- | --------- |
| 1 | Каяк             | посёлок                | ↘57       |